# Wyaconda (Missouri)
Wyaconda – miasto w Stanach Zjednoczonych, w stanie Missouri, w hrabstwie Clark.